# Epehy Wood Farm Cemetery
Epehy Wood Farm Cemetery is een Britse militaire begraafplaats met gesneuvelden uit de Eerste Wereldoorlog, gelegen in de Franse gemeente Épehy in het departement Somme. 
De begraafplaats werd ontworpen door Herbert Baker en ligt aan de Rue de Saulcourt op bijna 1 km ten westen van het centrum (Église Saint-Nicolas). Het terrein ligt iets hoger dan het straatniveau en heeft een onregelmatige vorm dat aan drie zijden omgeven is door een natuurstenen muur. Via een trap met een zestal treden bereikt men een poortgebouw onder een zadeldak, opgebouwd uit ruwe breuksteen, dat wordt afgesloten door een houten hekje. Het Cross of Sacrifice staat dicht bij de zuidwestelijke muur en de Stone of Remembrance staat centraal tegen de noordelijke muur. 
Er worden 997 Britse slachtoffers herdacht waarvan er 235 niet meer geïdentificeerd konden worden.
De begraafplaats wordt onderhouden door de Commonwealth War Graves Commission.
In de gemeente liggen ook nog de Britse militaire begraafplaatsen Domino British Cemetery, Epehy Communal Cemetery en Pigeon Ravine Cemetery.

## Geschiedenis
Epehy werd begin april 1917 door Britse troepen veroverd maar ging op 22 maart 1918 tijdens het Duitse lenteoffensief na een pittige verdediging door de Leicester Brigade en de 2nd Royal Munster Fusiliers terug verloren. Tijdens de Slag bij Épehy werd het dorp op 18 september 1918, door de 7th Norfolks, de 9th Essex en de 1st / 1st Cambridgeshires van de 12th (Eastern) Division heroverd.
De begraafplaats ontleent haar naam aan de Ferme du Bois dat iets oostelijker lag. Percelen I en II werden aangelegd door de 12th Division na de verovering van het dorp en bevatten de graven van slachtoffers die stierven in september 1918 (of in enkele gevallen, in april 1917 en maart 1918).
Percelen III-VI werden na de wapenstilstand aangelegd met graven die werden binnengebracht vanuit de slagvelden rond Epehy en de enkele kleinere begraafplaatsen: Deelish Valley Cemetery  (158 doden), Epehy New British Cemetery (100 doden) en Epehy R.E. Cemetery (31 doden).
Voor 29 slachtoffers werden Special Memorials opgericht omdat hun graven niet meer gelokaliseerd konden worden en men neemt aan dat ze zich onder naamloze grafzerken bevinden. Twee andere slachtoffers die oorspronkelijk in Epehy New British Cemetery begraven waren, maar na de ontruiming niet meer gevonden werden worden eveneens met een Special Memorials herdacht.

## Graven

### Onderscheiden militairen
- Roland Damer, majoor bij de Royal Field Artillery werd onderscheiden met de Distinguished Service Medal (DSO).
- Turner Comber, kapitein bij het Essex Regiment werd tweemaal onderscheiden met het Military Cross (MC and Bar).
- Bertram Henry Wallis, kapitein bij het Army Service Corps, Alec Johnson, kapitein bij het Cambridgeshire Regiment, G.B.H. Plant, luitenant bij de Norfolk Yeomanry, S. Spencer, luitenant bij het Norfolk Regiment, John Armer Wright, luitenant bij het Royal Sussex Regiment en Gordon Graig Ewing, onderluitenant bij het London Regiment (Royal Fusiliers) werden onderscheiden met het Military Cross (MC).
- compagnie sergeant-majoor James Henry Catt; sergeanten S. Barton, A. Carter, F. Moore en Leonard Rockley en de soldaten J. Rose en A. Harvey werden onderscheiden met de Distinguished Conduct Medal (DCM).
- Edward John Bodger, soldaat bij het Norfolk Regiment werd onderscheiden met de Meritorious Service Medal (MSM).
- nog 20 militairen werden onderscheiden met de Military Medal (MM).

### Alias
- soldaat John Evans diende onder het alias John Hafford bij het Manchester Regiment.